# Мытов, Дмитрий Васильевич
Дмитрий Васильевич Мытов (1922-1943) — сержант Рабоче-крестьянской Красной Армии, участник Великой Отечественной войны, Герой Советского Союза (1943).

## Биография
Дмитрий Мытов родился в 1922 году в деревне Шевцово (ныне — Зубцовский район Тверской области). В октябре 1940 года он был призван на службу в Рабоче-крестьянскую Красную Армию. С начала Великой Отечественной войны — на её фронтах. В боях был ранен.
К сентябрю 1943 года сержант Дмитрий Мытов командовал орудием 4-й батареи 436-го артиллерийского полка 112-й стрелковой дивизии 24-го стрелкового корпуса 60-й армии Центрального фронта. Отличился во время освобождения Черниговской и Киевской областей Украинской ССР. Расчёт Мытова успешно форсировал Сейм, Десну и Днепр, приняв активное участие в боях за захват и удержание плацдармов. 28 сентября — 10 октября 1943 года Мытов с товарищами отразил 12 вражеских контратак, уничтожив 2 батареи миномётов, 5 артиллерийских орудий, более 10 огневых точек, около двух рот вражеской пехоты. 13 октября 1943 года Мытов погиб в бою. Похоронен в братской могиле в селе Ясногородка Вышгородского района Киевской области Украины.
Указом Президиума Верховного Совета СССР от 17 октября 1943 года за «успешное форсирование реки Днепр севернее Киева, прочное закрепление плацдарма на западном берегу реки Днепр и проявленные при этом отвагу и геройство» сержант Дмитрий Мытов посмертно был удостоен высокого звания Героя Советского Союза. Также был награждён орденами Ленина и Красной Звезды, рядом медалей.
В честь Мытова установлен памятник в его родном селе.